# Jozef Síkela
Jozef Síkela (* 17. června 1967 Rokycany) je český politik, investor a manažer slovensko-maďarského původu, od prosince 2024 evropský komisař pro mezinárodní partnerství ve druhé komisi von der Leyenové. V letech 2021 až 2024 byl ministrem průmyslu a obchodu ČR ve vládě Petra Fialy, jako nestraník za hnutí STAN.

## Život
Narodil se v červnu 1967 v Rokycanech. Jeho otec byl Slovák, původem ze Starého Tekova u Levic; sloužil na Rokycansku v armádě. Matka je slovenská Maďarka z Loku, také v okrese Levice. Po rozdělení Československa na dva státy požádal o české občanství.
Absolvoval Vysokou školu ekonomickou v Praze (získal titul Ing.), na škole v průběhu sametové revoluce v roce 1989 organizoval studentské stávky. Od roku 1991 pracoval ve vídeňské Creditanstalt, po fúzi s Bank Austria se stal ředitelem jejího korporátního bankovnictví v Česku.
Od roku 2001 řídil firemní bankovnictví České spořitelny a od roku 2007 působil v Erste Bank na Ukrajině, kde se stal v roce 2009 výkonným ředitelem a jeho úkolem bylo vypořádat se s následky ekonomické krize. V letech 2010 až 2015 byl generálním ředitelem Slovenské spořitelny. Během čtyř let jeho působení pak byla třikrát vyhlášena slovenskou bankou roku, sám Síkela v roce 2013 obdržel cenu slovenského bankéře roku.
Od ledna 2015 byl členem představenstva skupiny Erste, zodpovědným za firemní klientelu a finanční trhy. Dohlížel na významné investice ve všech segmentech firemního bankovnictví, a to včetně malých a středních podniků. Představenstvo Erste Group opustil v roce 2019 a poté do konce roku 2020 pro skupinu pracoval jako externí poradce. Od roku 2021 byl partnerem investiční skupiny Prime Fund a členem dozorčí rady Nadačního fondu profesora Charváta. Po vstupu do vlády své podíly ve společnosti Prime Fund v prosinci 2021 prodal.

## Politické působení
Na konci listopadu 2021 se stal po odstoupení Věslava Michalika novým kandidátem hnutí STAN na post ministra průmyslu a obchodu ČR ve vznikající vládě Petra Fialy (tj. koalice SPOLU a PirSTAN). V polovině prosince 2021 jej do této funkce prezident ČR Miloš Zeman jmenoval, a to na zámku v Lánech.
Již od samotného zahájení ruské invaze na Ukrajinu se zařadil mezi nejvýraznější podporovatele napadené Ukrajiny. Hned na přelomu února a března 2022 iniciovalo ministra průmyslu a obchodu ČR spolu s ministerstvem financí a Správou státních hmotných rezerv darování pohonných hmot pro Ukrajinu. Inicioval také crowdfundingovou sbírku Rozsviťme Ukrajinu, jejímž cílem bylo získat finanční prostředky na pomoc s obnovou ukrajinské energetické infrastruktury.
V červnu 2022 navštívil Katar, aby jednal s katarskou vládou o dodávkách zkapalněného zemního plynu (LNG) a možnostech dlouhodobé spolupráce. V červenci 2022 oznámil, že vláda ve spolupráci se skupinou ČEZ získala podíl v LNG terminálu v nizozemském Eemshavenu. Tento terminál měl umožnit České republice dovézt ze zámoří až třetinu své spotřeby plynu ve formě zkapalněného zemního plynu. V listopadu 2023 vláda oznámila, že opět ve spolupráci se skupinou ČEZ získala podíl v LNG terminálu v německém Stade u Hamburku. Síkela osobně reprezentoval Českou republiku při slavnostním zahájení výstavby tohoto terminálu. Během druhé poloviny roku 2022, kdy Česká republika předsedala Radě Evropské unie, Síkela předsedal ministrantským schůzkám Rady pro zahraniční věci, Rady pro konkurenceschopnost (COMPET) a Rady pro dopravu, telekomunikace a energetiku. Evropa tehdy musela reagovat na ruskou strategii a snahu manipulovat s cenou plynu a na hrozbu ukončení dodávek plynu z Ruska, což vedlo k rychlému růstu cen plynu i elektřiny. Právě posledně zmíněná Rada, tak byla zásadní, protože skrze ní členské státy EU koordinovali reakci EU na narušení energetických trhů v důsledku války na Ukrajině. Pod jeho vedením členské státy EU souhlasily s klíčovými opatřeními, které pomohli stabilizovat energetické trhy.
V lednu 2023 prosazoval přijetí zákona „lex ČEZ“, který by zestátnil podíly soukromých minoritních akcionářů v energetické společnosti ČEZ. V červnu 2023 uvedl v rozhovoru pro deník Právo, že má zájem usilovat o pozici eurokomisaře. V červenci 2023 se zúčastnil 28. ročníku energetické konference Baku Energy Forum, kde vyzval k posílení spolupráce mezi Českou republikou a Ázerbájdžánem, jehož dodávky zemního plynu pomáhaly Evropě nahrazovat zemní plyn z Ruska. V říjnu 2023 prohlásil, že vláda navýšila o pět tisíc kvótu pro pracovníky z Filipín, protože „Dlouhodobě nám chybí kvalifikovaní i nekvalifikovaní zaměstnanci.“ Vládní programy počítají s náborem desítek tisíc pracovníků ze zemí jako jsou Filipíny nebo Mongolsko. V listopadu 2023 zrušila Saúdská Arábie plánovanou návštěvu Síkely v Rijádu, kde měl jednat se saúdským ministrem energetiky o dodávkách ropy do České republiky. Důvodem mělo být vystoupení Síkely a dalších českých vládních politiků na podporu Izraele po vypuknutí války Izraele s Hamásem.
V průběhu roku 2023 dokončila Poslanecká sněmovna a následně prezident republiky schvalování zákona o komunitní energetice, který umožnil sdílení přebytky vlastní vyrobené elektřiny z obnovitelných zdrojů. Tento zákon následně v roce 2024 obdržel ocenění zákon roku pro byznys. Ke spuštění systému komunitní energetiky došlo v srpnu roku 2024.
V březnu 2024 inicioval snahu, ke které se přidaly další země V4 a Rakousko, v rámci které vyzvaly Evropskou komisi, aby podnikla právní kroky proti Německu, které zvýšilo poplatek za tranzit zemního plynu na 1,860 €/MWh. Podle Síkely se jednalo o „přímé ohrožení energetické bezpečnosti států, které nemají přímý přístup k LNG terminálům.“ Německo následně potvrdilo, že od července 2024 zvýší poplatek o více než třetinu, ale zároveň slíbilo, že nejdříve od roku 2025 poplatek za přepravu plynu přes své území zruší.
V červnu 2024 oznámila americká společnost onsemi rozhodnutí investovat v České republice přes 40 miliard korun do rozšíření své výroby čipů v Rožnově pod Radhoštěm. Investice umožní vznik celého ekosystému polovodičů v České republice. O detailech této investice jednal Síkela se zástupci společnosti onsemi od března roku 2023.
V červenci 2024 dostali Síkela a ministr financí Zbyněk Stanjura od premiéra Petra Fialy za úkol přijít s plánem, jak financovat dostavbu dvou bloků jaderné elektrárny Dukovany. Podle odhadů české vlády celkové náklady projektu dosáhnou 400 miliard korun. Vítězem tendru se stala jihokorejská společnost KHNP.
V červenci 2024 jej vláda Petra Fialy navrhla na funkci evropského komisaře. Dne 17. září 2024 oznámila předsedkyně Evropské komise Ursula von der Leyenová, že dostane na starost portfolio s názvem mezinárodní partnerství. V říjnu 2024 v souvislosti s touto nominací skončil ve funkci ministra a ve funkci jej nahradil Lukáš Vlček.

#### Evropský komisař pro mezinárodní partnerství
V prosinci 2024 byl Jozef Síkela jmenován evropským komisařem pro mezinárodní partnerství. V této roli má na starosti úsilí Evropské unie o budování a posilování vzájemně prospěšných partnerství se zeměmi po celém světě, zaměřených na podporu udržitelného hospodářského rozvoje, snižování chudoby a podporu globální stability.
Global Gateway
Jako evropský komisař pro mezinárodní partnerství se Síkela podílí na přetváření strategie Global Gateway. Tato strategie klade důraz na inkluzivní mezinárodní partnerství, jejichž cílem je podpořit udržitelný rozvoj jak Evropy, tak i partnerských zemí. Zaměřuje se na udržitelné investice do energetiky, infrastruktury, vzdělání a výzkumu, zdravotnictví a digitalizace. 
Během jeho funkčního období se klade větší důraz na podporu vzájemné spolupráce, přičemž partnerské země mají aktivně spolupracovat s EU na navrhování a realizaci projektů. Konkrétní iniciativy v rámci přepracovaného Global Gateway zahrnují projekty v regionech jako Afrika, Latinská Amerika, Střední Amerika a Asie. 

## Názory a postoje
Jako kandidát na ministra průmyslu a obchodu v prosinci 2021 považoval „za velkou příležitost modernizace české ekonomiky“ Zelenou dohodu pro Evropu (European Green Deal), jejímž základem je naplnění evropských klimatických cílů. Její realizaci umožní rozsáhlé investice do rozvoje udržitelné energetiky a dekarbonizace české a evropské energetiky. Podpořil dovoz zkapalněného zemního plynu (LPG) ze Spojených států. V souvislosti s rozvojem elektromobility prohlásil, že Evropu čeká nová elektrická revoluce. Prosazoval, aby německá automobilka Volkswagen vybudovala na území České republiky továrnu na baterie do elektromobilů.
Podporuje konec používání uhlí do roku 2033, tak jak bylo dohodnuto členskými státy Evropské unie v rámci boje proti změně klimatu. V roce 2023 se v uhelných elektrárnách vyráběla skoro polovina elektřiny v Česku. Podle Síkely výpadek uhlí bude možné částečně nahradit obnovitelnými zdroji a výrobou z nově vybudovaných plynových elektráren nebo dovozem elektřiny ze zahraničí, a v dlouhodobém horizontu přechodem na jadernou energii.

## Kontroverze
V roce 2023 prosadil nákup zadluženého přepravce plynu NET4GAS, který v roce 2022 přišel o výnosný tranzit plynu z Ruska do Německa. Za společnost a její plynovody Česká republika zaplatila osm miliard korun. Součástí nákupu byly i dluhy společnosti ve výši 33 miliard korun. Jak upozornil server Echo24, Síkelův bývalý zaměstnavatel, rakouská obchodní banka Erste Group, řídila emise nezajištěných dluhopisů NET4GAS.
Síkela transakaci hájí s tím, že stabilita firmy NET4GAS je nezbytná pro českou energetickou bezpečnost. Ekonomickou výhodnost nákupu potvrdily tři nezávislé znalecké posudky mezinárodních firem v čele s londýnskou pobočku Citibank. Pozdější přecenění firmy NET4GAS ze strany majitele společnosti ČEPS, a.s. její hodnotu stanovilo ještě dokonce výrazně výše než zmíněné posudky. Základem hodnoty firmy jsou její plynovody, které ji zajišťují příjmy z poplatků za přepravu plynu. Ty nezávislý Energetický regulační úřad v souladu se zákonem navýšil. Toto navýšení kritizovala opozice, zatímco ERÚ a vláda v čele se Síkelou ho zdůvodňovala tím, že postup je dán energetickým zákonem a vyplývá z poklesu objemu plynu přepravovaného přes české území v důsledku ruské agrese.  To se později potvrdilo i na Slovensku, kde v návaznosti na pokles objemu plynu dodávaného z Ruska došlo k trojnásobnému nárůstů poplatku za přepravu plynu. Tento nárůst je vyšší než v Česku, přičemž slovenští odběratelé plynu poplatky navíc platí do polosoukromé firmy. 

## Zájmy
Jozef Síkela je fanouškem klasické hudby, například děl Herberta von Karajana. Také poslouchá jazzovou hudbu, rock z 80. let, filmové soundtracky a world music, zejména zaměřenou na Afriku.